# Fordyce (Arkansas)
Fordyce – miasto w Stanach Zjednoczonych, w stanie Arkansas, siedziba administracyjna hrabstwa Dallas.